# Animal Kingdom – A rettegés birodalma
Az Animal Kingdom – A rettegés birodalma (eredeti cím: Animal Kingdom) egy 2010-es ausztrál bűnügyi filmdráma. Rendezője és forgatókönyvírója David Michôd (akinek ez volt az első rendezése), a főbb szerepekben James Frecheville, Ben Mendelsohn, Jacki Weaver, Joel Edgerton, Sullivan Stapleton, Luke Ford és Guy Pearce láthatók.

## Cselekmény
A film részben igaz történeten alapul: az állítólag a melbourne-i Pettingill család által elkövetett bűncselekmények ihlették, különösen Trevor Pettingill és Victor Peirce testvérek, valamint két másik férfi, Anthony Leigh Farrell és Peter David McEvoy, akiket 1988-ban felmentettek két rendőr meggyilkolása alól a Walsh Street-i rendőrségi lövöldözés során. A film egy elárvult kamaszfiú történetén keresztül mutatja be az eseményeket, akit anyja halála után a nagyanyja vesz a szárnyai alá és vezet be a bűnözőcsalád világába.
A forgatókönyv az akciójelenetek helyett a mélylélektanra és a realizmusra teszi a hangsúlyt, évekig dolgoztak rajta.

## Fogadtatás
Nemzetközi hírnevet hozott David Michôdnak, Jacki Weaver kiemelkedő alakítását pedig Golden Globe- és Oscar-díjra is jelölték.
Az Animal Kingdom premierje 2010. január 22-én volt a Sundance Filmfesztiválon, ahol elnyerte a World Cinema zsűri díját. A filmet 2010. június 3-án mutatták be a mozikban, és szinte osztatlan tetszést aratott a közönség soraiban és kritikusi körökben egyaránt.